# NGC 1539-2
NGC 1539-2 is een compact sterrenstelsel in het sterrenbeeld Stier. Het sterrenstelsel bevindt zich dicht bij NGC 1539-1.

## Synoniemen
- ZWG 488.1
- 5ZW 373